# Dil Aashna Hai
Dil Aashna Hai (inne tytuły: angielskie: "The Heart Knows"; "The Heart Knows the Truth"; niemiecki: "Im Wendekreis der Liebe", rosyjski "Tancowszczyca kabare") – indyjski film z 1992 roku w reżyserii Hemy Malini. Opowiada historię tancerki kabaretowej Laili (Divya Bharti), która dowiaduje się, że została przed laty adoptowana. Razem z zakochanym w niej Karanem Singh (Shah Rukh Khan) szuka swojej prawdziwej matki.

## Fabuła
Karan (Shah Rukh Khan) ukończywszy w USA studia wraca do Indii do domu na ślub swojej siostry. Bogaty ojciec spodziewa się, że wykształcony syn przejmie i rozwinie jego interesy umacniając pozycję społeczną rodziny poprzez odpowiednie małżeństwo. Ku jego oburzeniu syn zakochuje się w tancerce z kabaretu. Laila (Divya Bharati) jest córką prostytutki, która umierając wyjawia jej, że nie jest jej prawdziwą matką. U Laili pojawia się nadzieja na lepsze, godniejsze życie. Nadzieję tę podtrzymuje miłość Karana. Zaczynają razem szukać prawdziwej matki Laili. Tajemnica jej pochodzenia wiąże się z trzema kobietami o wysokiej pozycji społecznej. Nie wiadomo, która z nich jest matką Laili i czy uzna prawa swojego dziecka porzuconego w młodości.

## Obsada
- Shahrukh Khan – Karan
- Divya Bharati – Laila
- Mithun Chakraborty – Sunil
- Dimple Kapadia – Barkha
- Satyen Kappu – Ojciec Raaji
- Amrita Singh – Raaj
- Sonu Walia – Salma
- Kabir Bedi – Digvijay Singh
- Nassar Abdulla – Akram Illahabadi
- Ram Mohan – Pan Mathur
- Pankaj Udhas – on sam
- Raza Murad – Goverdhan Das
- Mohan Agashe – Prem